# Пойкілітобласт
Пойкілітобласт (рос. пойкилобласт, англ. poikiloblast, нім. Poikiloblast) – значний за розміром індивід одного мінералу, включений в інший. Це зростання виникає внаслідок перекристалізації мінерального комплексу в процесі метаморфізму. Визначає пойкілобластову структуру гірських порід.
Пойкілітобласт - це більший кристал, який містить менші кристали інших мінералів.  Пойкіобласти - це текстура метаморфічних порід.